# Rumex ginii
Rumex ginii är en slideväxtart som beskrevs av René Charles Maire. Rumex ginii ingår i släktet skräppor, och familjen slideväxter. Inga underarter finns listade i Catalogue of Life.